# Henry Meige
Pour les articles homonymes, voir Meige.
Henry Meige, né le 11 février 1866 à Moulins et mort le 29 septembre 1940 est un neurologue français, élève puis collaborateur de Jean-Martin Charcot, à qui l'on doit la description du blépharospasme et de la dystonie oro-faciale à laquelle il a donné son nom (syndrome de Meige).Il est professeur d'anatomie à l'Ecole des Beaux-Arts et membre de l'Académie de médecine.

## Biographie
Il fait ses études de médecine à Paris où il est l'élève de Charcot et l'un de ses derniers internes ; il obtient son doctorat en 1893, l'année de la mort de celui-ci. Il exerce ensuite à la Salpêtrière et à l'École des Beaux-Arts, où il est nommé professeur d'anatomie artistique en 1920, comme Paul Richer, un autre élève de Charcot, l'avait été avant lui.
Avec Édouard Brissaud (1852-1909) il s'intéresse aux déformations squelettiques de l'acromégalie : ces travaux permettent à leurs auteurs de conclure que le gigantisme des adolescents et l'acromégalie de l'adulte sont deux manifestations différentes d'un même désordre endocrinien. Durant la Première Guerre mondiale il mène des études sur les neuropathies périphériques en collaboration avec Pierre Marie (1853-1940).
Meige est surtout connu pour ses travaux sur les désordres du système extrapyramidal. En 1902, il publie avec Eugène Feindel, ses découvertes sur les troubles moteurs, le blépharospasme et les tics. À la différence de Charcot, Meige affirme que les désordres extrapyramidaux sont les manifestations d'altérations pathologiques situées en dehors des voies pyramidales.
Fidèle aux idées de son Maitre Charcot, il étudié le mythe du "Juif errant" dont il fait un sujet d’étude médicale. Selon Meige, "Presque toutes les légendes tirent leur origine d’observations populaires portant sur des faits matériels"; c’est cette observation qui lui fait penser que le Juif errant pourrait bien n’être qu’une "sorte de prototype des israélites névropathes pérégrinant de par le monde". Ayant eu l’occasion d’observer des juifs neurasthéniques ou vagabonds, il consacre à leurs cas sa thèse de doctorat et il aboutit à la conclusion suivante : “Le Juif errant existe donc aujourd’hui; il existe sous la forme qu’il avait prise aux siècles passés… Carthaphilus, Ahasvérus, Isaac Laquedem relèvent de la pathologie nerveuse au même titre que les maladies dont nous venons de retracer l’histoire",. .
Il a été rédacteur en chef de la revue Nouvelle iconographie de la Salpêtrière et membre du comité de rédaction de la Revue Neurologique.
Henry Meige a laissé le souvenir d'un médecin ayant une grande sensibilité artistique. Il était connu pour son habitude lors des congrès médicaux de délaisser conférences et discussions pour aller à la place visiter les musées d'art de villes telles que Madrid, Bruxelles ou Londres.

## Publications
- Étude sur certains névropathes voyageurs. Paris, 1893.
- Leçons cliniques sur les maladies mentales et nerveuses : (Salpêtrière, 1887-1894), 1895; (par Jules Séglas, colligées et publiées par Henry Meige).
- Les tics et leur traitement. Paris, 1902 (avec Eugène Feindel)
- Tics. Paris, 1905

### Sources
1. ↑  Henry Meige, Etude sur certains névrophates voyageurs. Le Juif Errant à la Salpêtrière, Paris, 1893, p. 8-9
2. ↑  Pierre-Henry Salfati : La Fabuleuse Histoire du juif errant, éd. Alain Michel, 2021,  (ISBN 978-2226467713)